# کمربند متحرک فیلیپین

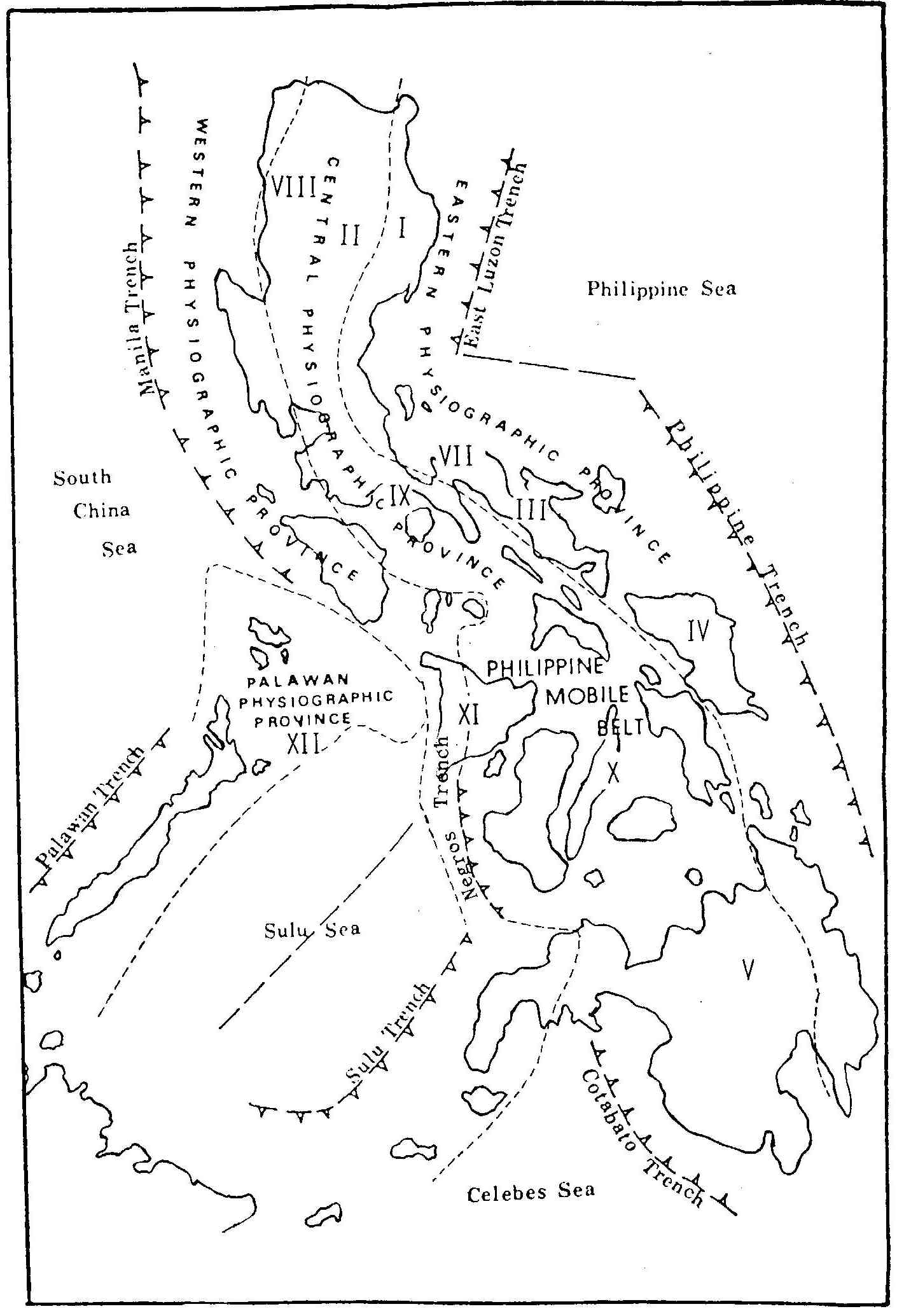
عناصر اصلی فیزیوگرافی کمربند متحرک فیلیپین

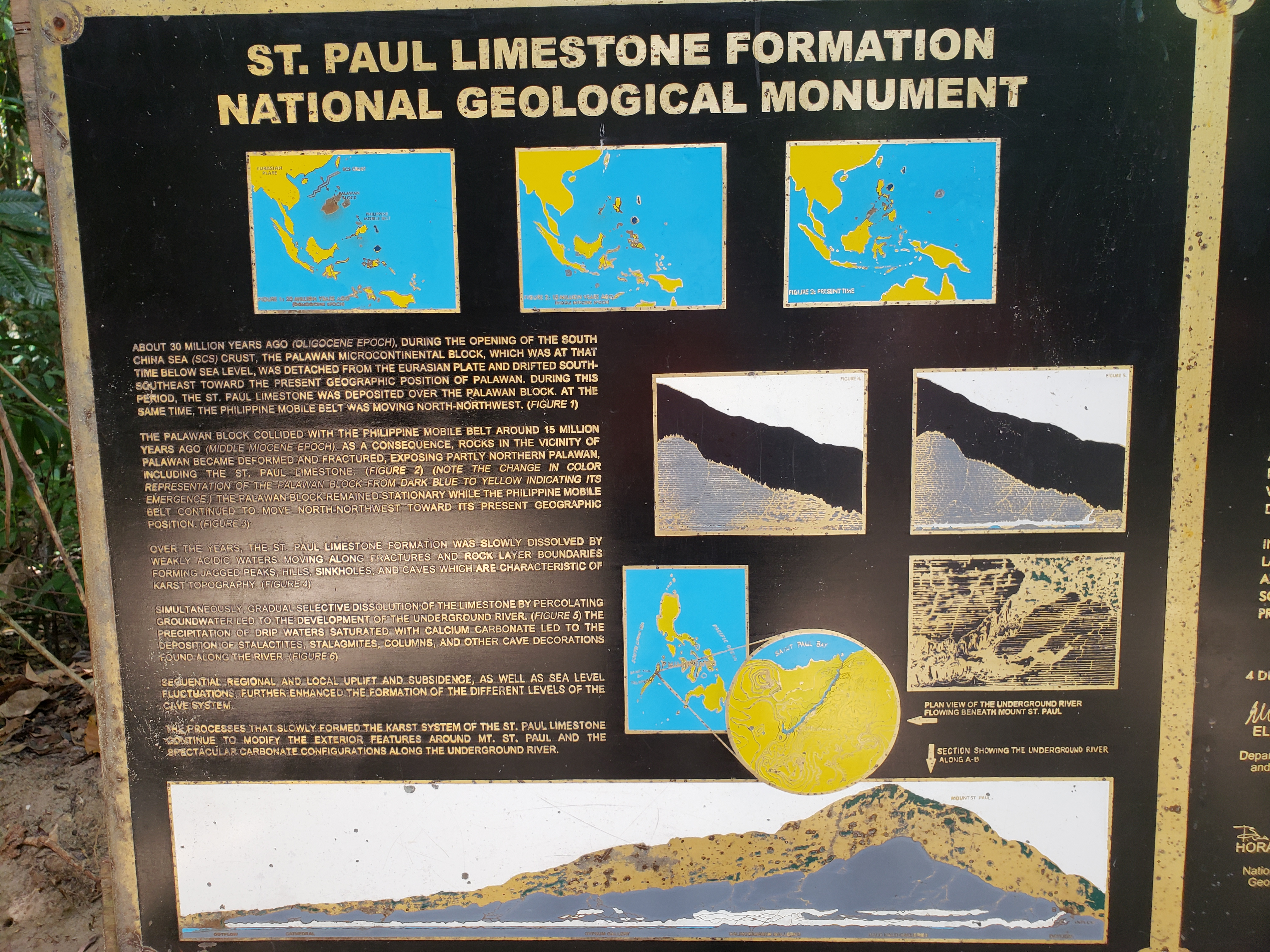
نشانگر پارک ملی رودخانه زیرزمینی Puerto Princesa که تاریخچه زمین‌شناسی فیلیپین را شرح می‌دهد

در زمین‌شناسی فیلیپین، کمربند متحرک فیلیپین (انگلیسی: Philippine Mobile Belt) بخشی پیچیده از مرز زمین‌ساختی بین صفحه اوراسیا و صفحه دریای فیلیپین است که بیشتر قلمرو کشور فیلیپین را در بر می‌گیرد. این کمربند شامل دو منطقه فرورانش، یعنی درازگودال مانیل در غرب و درازگودال فیلیپین در شرق، و همچنین سامانه گسلی فیلیپین است. درون این کمربند، تعدادی قطعه گسلی یا میکروصفحه که از صفحات اصلی مجاور جدا شده‌اند، تحت تغییر شکل گسترده قرار دارند.
بخش‌های عمده‌ای از فیلیپین، از جمله شمال لوزون (جزیره), بخشی از کمربند متحرک فیلیپین هستند. این کمربند از شرق به صفحه دریای فیلیپین، از جنوب به منطقه برخورد دریای ملوک، از جنوب غربی به صفحه سوندا، و از غرب و شمال غربی به حوضه دریای چین جنوبی محدود می‌شود. در شمال، این کمربند در شرق تایوان به پایان می‌رسد، جایی که برخورد فعال بین فرورفتگی شمال لوزون بخشی از قوس آتشفشانی لوزون و جنوب چین رخ می‌دهد.
کمربند متحرک فیلیپین با نام‌های دیگری مانند ریزصفحه فیلیپین و کمربند تایوان–لوزون–میندورو نیز شناخته می‌شود.

## پالاوان و سولو
پالاوان همراه با جزایر کالامیان و مجمع‌الجزایر سولو به همراه شبه‌جزیره زامبوانگا در غرب میندانائو، قسمت‌های بالایی دو بازوی شمال شرقی صفحه سوندا هستند. این مناطق بخشی از کمربند متحرک فیلیپین نیستند اما با آن برخورد دارند. درازگودال سولو مرز بلوک کوچک سولو با حوضه دریای سولو و بلوک کوچک پالاوان را مشخص می‌کند. درازگودال پالاوان که غیرفعال است، مرز فرورانش بین بلوک کوچک پالاوان و فلات اسپراتلی از حوضه دریای چین جنوبی را نشان می‌دهد.

## مرزها
کمربند متحرک فیلیپین از غرب به درازگودال مانیل و درازگودال‌های مرتبط نگروس و کوتاباتو محدود می‌شود که صفحه سوندا را به زیر کمربند متحرک فیلیپین می‌فرستد. در شرق، درازگودال فیلیپین و همتای شمالی آن درازگودال شرق لوزون قرار دارند که صفحه دریای فیلیپین را به زیر کمربند متحرک فیلیپین فرومی‌برد.
در شمال، کمربند متحرک فیلیپین در تایوان پایان می‌یابد، جایی که بخش‌هایی از قوس لوزون و پیش قوس لوزون به ترتیب رشته‌کوه ساحلی و دره طولی تایوان را تشکیل می‌دهند.
در جنوب، این کمربند در منطقه برخورد دریای ملوک پایان می‌یابد. در این منطقه، صفحه دریای ملوک به‌طور کامل در برخورد کمانی بین قوس هالماهرا و قوس سانگیه در شرق اندونزی ادغام شده است.

### زمین‌شناسی منطقه‌ای
پی‌سنگ این کمربند شامل پوسته اقیانوسی از صفحه دریای فیلیپین، از جمله افیولیت‌های شمال لوزون یا پوسته قاره‌ای از صفحه سوندا است. این لایه‌ها با قوس‌های ماگمایی از کرتاسه تا کواترنری پوشیده شده‌اند که در کوردیلرای مرکزی و شمال سیرا مادره آشکار هستند. حوضه رودخانه کاگایان یک کافت میان‌قوسی است.
فرورانش پوسته اقیانوسی چاتین تا میوسن پیشین دریای چین جنوبی در درازگودال مانیل رخ می‌دهد. فرورانش پوسته اقیانوسی ائوسن دریای فیلیپین در سامانه درازگودال شرق لوزون و درازگودال فیلیپین اتفاق می‌افتد. سامانه گسلی فیلیپین با حرکت شمالی این کمربند مرتبط است.

### مناطق برخورد
- تایوان: برخورد قاره-کمان – جزیره‌ای به طول ۴۰۰ کیلومتر که عمدتاً شامل رشته‌کوه‌ها است. این منطقه نشان‌دهنده یک کمربند چین‌خورده فعال است که از برخورد لبه غربی صفحه دریای فیلیپین، جایی که قوس لوزون شکل گرفته، با حاشیه قاره‌ای اوراسیا به وجود آمده است. آغاز این برخورد با تغییر جهت حرکت صفحه دریای فیلیپین در حدود ۴ میلیون سال پیش (پلیوسن)، از شمال به شمال‌غرب، مرتبط است.

- میندورو-پانای: برخورد کمان قاره‌ای – پایان جنوبی گودال مانیل. بلوک شمالی پالاوان در طی دوره میوسن پس از توقف افزوده شدن پوسته اقیانوسی دریای چین جنوبی بین ۳۲ تا ۱۷ میلیون سال پیش (الیگوسن تا میوسن) با بخش مرکزی کمربند متحرک فیلیپین برخورد کرد.

- دریای ملوک: برخورد کمان-کمان – در جنوب جزیره میندانائو و در دریای ملوک. این منطقه دو جهت فرورانش دارد: به سمت شرق و به سمت غرب. این فرورانش دوطرفه باعث برخورد و همگرایی دو کمان آتشفشانی فعال مرتبط می‌شود. این برخورد در میوسن پسین آغاز شد. کمان‌های مرتبط، سانگیه و هالماهرا، در حال حاضر حداقل ۱۰۰ کیلومتر از یکدیگر فاصله دارند.

## لوزون
جزیره لوزون به وسیله سامانه گسلی فیلیپین که به صورت بافته از شمال به جنوب امتداد دارد، تقسیم شده است. لوزون به صورت شرقی-غربی تقسیم نشده است و تصاویری که چنین چیزی را نشان می‌دهند، اشتباه هستند. شمال لوزون با جنوب لوزون یکپارچه است و هرگونه ادعایی مبنی بر اینکه شمال لوزون بخشی از کمربند متحرک فیلیپین نیست، توسط نقشه‌برداری گسل دقیق پینه و استفان (۱۹۸۹) و دیگران تأیید نمی‌شود. یک تصویر معمول از صفحات زمین‌ساختی فیلیپین در این زمینه نادرست است.

## مجموعه‌ای از ۱۷ بلوک اصلی
ترکیب کمربند متحرک فیلیپین به‌طور کلی به عنوان مجموعه‌ای از بلوک‌ها یا زمینگان‌های متنوع با منشأ گوناگون تفسیر می‌شود که پیش از برخورد با حاشیه اوراسیا به هم پیوسته‌اند. هفت بلوک اصلی در لوزون شناسایی شده‌اند: سیرا مادره شرقی، آنگات، افیولیت زامبالس، کوردیلرای مرکزی لوزون، بلوک‌های بی‌کول و جزیره کاتاندوانس. در فیلیپین مرکزی، چهار بلوک اصلی شناسایی شده‌اند: پانای، میندورو، سبو و بهول. در میندانائو، شش بلوک اصلی شناسایی شده‌اند: کوردیلرای اقیانوسی، سوریگائو، شبه‌جزیره پوجادا، کوردیلرای مرکزی میندانائو، رشته‌کوه داگوما و زامبوانگا.

### بلوک‌های کوچک قاره‌ای شناخته‌شده
- بلوک شمال پالاوان
- بلوک میندورو

## قوس‌های ماگمایی

### قوس‌های باستانی
در لوزون، سن قوس از الیگوسن میانی تا میوسن پسین به‌خوبی به‌صورت چینه‌شناسی و رادیومتریک مشخص شده است. بیشتر سنگ‌های نفوذی در ترکیب دیوریت هستند، اگرچه سنگ‌های قلیایی نیز یافت می‌شوند. در کوردیلرای مرکزی لوزون، سنگ‌های نفوذی شامل سنگ‌های پالئوژن مرتبط با قوسی باستانی و سنگ‌های نفوذی و آتشفشانی نئوژن مرتبط با فرورانش به سمت شرق از گودال مانیل هستند.
در ویسایاس، قدیمی‌ترین سنگ‌های ماگمایی شناخته‌شده فیلیپین در جزیره سبو یافت می‌شوند، جایی که سنگ‌های دیوریتی در کرتاسه پیشین تاریخ‌گذاری شده‌اند (والتر و دیگران، ۱۹۸۱). سنگ‌های مشابهی در جزیره بهول همسایه شناسایی شده‌اند.
در میندانائو، تفسیر سن این سنگ‌ها به دلیل تنوع پتروگرافی پیچیده‌تر است. ساژونا و دیگران (۱۹۹۳) سنگ‌های آداکیتی دوره پلیوسن-پلیستوسن را در شبه‌جزیره زامبوانگا بررسی کرده و احتمال ارتباط آن‌ها با فعالیت در امتداد گسل فیلیپین در شهر سوریگائو و شمال داوائو سیتی را مطرح کرده‌اند.

### قوس‌های فعال
توزیع آتشفشان‌های فیلیپین در دوره‌های پلیوسن و کواترنری به‌طور کلی فعالیت در امتداد مناطق فرورانش که در حال حاضر مجمع‌الجزایر را احاطه کرده‌اند، منعکس می‌کند.
- پنج کمربند آتشفشانی متمایز قابل تعریف هستند:
  - قوس آتشفشانی لوزون مرتبط با گودال مانیل
  - قوس آتشفشانی شرق فیلیپین مرتبط با گودال فیلیپین
  - قوس نگریوس-پانای مرتبط با گودال نگریوس
  - قوس سولو-زامبوانگا که توسط گودال سولو شکل گرفته است
  - قوس کوتاباتو مرتبط با گودال کوتاباتو

## حوضه‌های رسوبی
مجمع‌الجزایر فیلیپین دارای ۱۶ حوضه رسوبی است که توسط فرآیندهای زمین‌ساختی شکل گرفته‌اند. حوضه‌های رسوبی عبارتند از:
- لوزون
  - فلات‌قاره بیکول
  - حوضه دره کاگایان
  - حوضه مرکزی لوزون
  - ناوهٔ ایلوکوس
  - حوضه میندورو-کویو
  - حوضه پالاوان شرقی
  - حوضه پالاوان شمال غرب
  - حوضه بانک نی
  - حوزه جنوب شرقی لوزون
  - حوضه پالاوان جنوب غربی
  - حوضه لوزون غربی
- ویسایاس
  - حوضه ویزایان (یا در لوزون)
  - حوضه ماسباته–ایلیولو غربی
- میندانائو
  - حوضه آگوسان–داوائو
  - حوضه کوتاباتو
  - حوضه دریای سولو